# 许氏宗祠及听泉楼
许氏宗祠及听泉楼是一处许氏家族祭祀祖先和先贤的祠堂建筑，位于中国安徽省宣城市绩溪县家朋乡磡头村中央，祠堂门前立有磡头节妇坊。
许氏宗祠始建于明洪武年间，古韵浓郁。宗祠坐东南朝西北，面临涧溪，宗祠的前进与后进已毁于文化大革命期间，中进享堂仍保存完好。面积319平方米。面阔七间，进深四间。硬山式屋顶，梁柱构架特别粗矿硕大。。
听泉楼在许氏宗祠十余米外，始建于明嘉靖年间，清咸丰年间毁于水灾后重建，单间二层过街楼阁，面积34平方米，高8米，临溪设美人靠，悬挂“听泉”匾 ，歇山式屋顶。
1998年5月4号，许氏宗祠及听泉楼公布为第四批安徽省文物保护单位。